# Regeringen Törngren
Regeringen Törngren var Republiken Finlands 38:e regering bestående av Svenska folkpartiet, Socialdemokraterna och Agrarförbundet. Justitieministern var opolitisk. Ministären regerade från 5 maj 1954 till 20 oktober 1954. För första gången i Finlands historia företrädde statsministern Svenska folkpartiet.

## Ministrar
| Minister                                                                         | Ämbetsperiod                                          | Parti                             |
| -------------------------------------------------------------------------------- | ----------------------------------------------------- | --------------------------------- |
| Statsminister Ralf Törngren                                                      | 5 maj 1954–20 oktober 1954                            | Svenska folkpartiet               |
| Utrikesminister Urho Kekkonen                                                    | 5 maj 1954–20 oktober 1954                            | Agrarförbundet                    |
| Justitieminister Yrjö Puhakka                                                    | 5 maj 1954–20 oktober 1954                            | opolitisk                         |
| Inrikesminister Väinö Leskinen                                                   | 5 maj 1954–20 oktober 1954                            | Socialdemokraterna                |
| Försvarsminister Emil Skog                                                       | 5 maj 1954–20 oktober 1954                            | Socialdemokraterna                |
| Finansminister V.J. Sukselainen                                                  | 5 maj 1954–20 oktober 1954                            | Agrarförbundet                    |
| Minister i finansministeriet Martti Miettunen                                    | 7 maj 1954–20 oktober 1954                            | Agrarförbundet                    |
| Undervisningsminister Johannes Virolainen                                        | 5 maj 1954–20 oktober 1954                            | Agrarförbundet                    |
| Jordbruksminister Viljami Kalliokoski                                            | 5 maj 1954–20 oktober 1954                            | Agrarförbundet                    |
| Minister i jordbruksministeriet Hannes Tiainen                                   | 5 maj 1954–20 oktober 1954                            | Socialdemokraterna                |
| Minister för kommunikationsväsendet och allmänna arbetena Martti Miettunen       | 5 maj 1954–20 oktober 1954                            | Agrarförbundet                    |
| Minister i ministeriet för kommunikationsväsendet och allmänna arbetena Aku Sumu | 5 maj 1954–20 oktober 1954                            | Socialdemokraterna                |
| Handels- och industriminister Penna Tervo                                        | 5 maj 1954–20 oktober 1954                            | Socialdemokraterna                |
| Socialminister Tyyne Leivo-Larsson                                               | 5 maj 1954–20 oktober 1954                            | Socialdemokraterna                |
| Minister i socialministeriet Vieno Simonen Aku Sumu                              | 5 maj 1954–20 oktober 1954 7 maj 1954–20 oktober 1954 | Agrarförbundet Socialdemokraterna |